# Oliwer Spasowski
Oliwer Spasowski, mac. Оливер Спасовски (ur. 21 października 1976 w Kumanowie) – macedoński polityk i prawnik, działacz Socjaldemokratycznego Związku Macedonii (SDSM), parlamentarzysta i minister spraw wewnętrznych, w 2020 premier Macedonii Północnej.

## Życiorys
Ukończył szkołę średnią w rodzinnej miejscowości, następnie studia prawnicze na Uniwersytecie Świętych Cyryla i Metodego w Skopju. Praktykował następnie jako prawnik. W latach 2001–2005 był doradcą burmistrza Kumanowa, od 2008 do 2011 pełnił funkcję sekretarza gminy. Działacz Socjaldemokratycznego Związku Macedonii, w 2013 został sekretarzem generalnym tej partii.
W latach 2006–2008, 2011–2014 i 2016–2017 sprawował mandat posła do Zgromadzenia Republiki Macedonii. Od listopada 2015 do maja 2016 oraz od września do grudnia 2016 zajmował stanowisko ministra spraw wewnętrznych. Po raz trzeci funkcję tę objął w czerwcu 2017.
W grudniu 2019 kierujący rządem Zoran Zaew złożył dymisję z funkcji premiera. Wynikało to z przyjętego porozumienia przewidującego powołanie rządu technicznego z udziałem przedstawicieli opozycji w związku z rozpisaniem wyborów parlamentarnych. 3 stycznia 2020 Oliwer Spasowski został nowym premierem Macedonii Północnej. W wyborach w tym samym roku ponownie uzyskał mandat deputowanego.
30 sierpnia 2020 zakończył pełnienie funkcji premiera. Ponownie objął urząd ministra spraw wewnętrznych, dołączając do nowego rządu Zorana Zaewa. Pozostał na tym stanowisku również w powołanym w styczniu 2022 gabinecie Dimitara Kowaczewskiego. Zakończył urzędowanie w styczniu 2024. W tym samym roku utrzymał mandat poselski na kolejną kadencję parlamentu.

## Życie prywatne
Oliwer Spasowski jest żonaty, ma dwoje dzieci.